# Pedrizas-hágó
A Pedrizas-hágó (spanyolul Puerto de las Pedrizas) spanyolországi hegyvidéki közúti hágó a Penibética-hegységben, Antequera város közelében. Itt találkozik Dél-Spanyolország három fontos főútvonala, az A45-ös, az A46-os és az A92-es autóút, emiatt a hágó jelentős szerepet tölt be Málaga tartomány és az ország belsőbb területei – elsősorban Málaga, Granada és Córdoba – közötti forgalomban.

## Fordítás
Ez a szócikk részben vagy egészben  a   Puerto de las Pedrizas című spanyol Wikipédia-szócikk fordításán alapul.  Az eredeti cikk szerkesztőit annak laptörténete sorolja fel. Ez a jelzés csupán a megfogalmazás eredetét és a szerzői jogokat jelzi, nem szolgál a cikkben szereplő információk forrásmegjelöléseként.